# 距離向量路由協定
距離向量路由協定（英語：distance-vector routing protocol），為路由協定中的兩大分類之一，這類協定採用距離向量（distance-vector，縮寫為DV）演算法來決定封包交換的路徑。包括贝尔曼-福特算法，Ford–Fulkerson algorithm與DUAL FSM等演算法，都被歸類於距離向量演算法中。
這類協定包括路由信息协议（RIP）及内部网关协议（IGP）等。在這類協定中，路由器需要週期性與相鄰的路由器交換更新通告（routing updates），動態建立路由表，以決定最短路徑。